# Sari (dragt)
 Denne artikel omhandler klædedragten. Opslagsordet har også en anden betydning, se Sari (by).
En sari er en indisk dragt, der bæres af kvinder. Dragten består af et 5,5 meter langt firkantet stykke tøj uden sømme, der vikles rundt om kroppen. Endestykket, der hænger frit ned fra kroppen, har som regel en bort i en afvigende farve og med rig ornamentering. Sædvanligvis bæres der et langt underskørt og en kort bluse under sarien. 
Der findes mange forskellige måder at bære sarien på. Hvordan sarien vikles kan fortælle, hvor bæreren kommer fra.
Udover Indien, så er det også populært at have sari på i Bangladesh, Pakistan, Sri Lanka og Nepal. Mange kendte personligheder fra Sydasien, heriblandt Bollywoodskuespillerinder og politikere, er set i sari ved officielle arrangementer, og har derved gjort det kendt udenfor Sydasien. 